# Филиппов, Александр Александрович (Герой Советского Союза)
Александр Александрович Филиппов (1917—1990) — старшина Рабоче-крестьянской Красной Армии, участник Великой Отечественной войны, Герой Советского Союза (1943).

## Биография
Александр Филиппов родился 5 декабря 1917 года в деревне Лежнёво (ныне — Костромской район Костромской области). После окончания семи классов школы работал сначала в колхозе, затем маляром в Костроме. В 1939 году Филиппов был призван на службу в Рабоче-крестьянскую Красную Армию. С начала Великой Отечественной войны — на её фронтах.
К октябрю 1943 года гвардии сержант Александр Филиппов командовал орудием 200-го гвардейского лёгкого артиллерийского полка 3-й гвардейской лёгкой артиллерийской бригады 1-й гвардейской артиллерийской дивизии 60-й армии Центрального фронта. Отличился во время битвы за Днепр. 1-7 октября 1943 года расчёт Филиппова участвовал в боях на плацдарме на западном берегу Днепра в районе села Губин Чернобыльского района Киевской области Украинской ССР, отразив восемь немецких контратак и уничтожив 1 танк, 2 противотанковых орудия, около взвода немецкой пехоты.
Указом Президиума Верховного Совета СССР от 17 октября 1943 года за «образцовое выполнение боевых заданий командования на фронте борьбы с немецкими захватчиками и проявленные при этом мужество и героизм» гвардии сержант Александр Филиппов был удостоен высокого звания Героя Советского Союза с вручением ордена Ленина и медали «Золотая Звезда» за номером 1915.
После окончания войны в звании старшины Филиппов был демобилизован. Проживал и работал в Днепропетровске. Умер 25 февраля 1990 года, похоронен на Сурско-Литовском кладбище Днепропетровска.
Был также награждён орденами Отечественной войны 1-й степени, Красной Звезды и Славы 3-й степени, рядом медалей.